# Приапулиды
Приапули́ды (лат. Priapulida) — класс морских беспозвоночных животных из клады Scalidophora, которому некоторые систематики повышают ранг до типа. Насчитывают около 20 современных видов приапулид.

## Этимология названия
Своё название приапулиды получили в честь Приапа — древнегреческого бога мужской плодовитости.

## Анатомия и физиология
Тело цилиндрическое, размером от 0,5 мм до 40 см. Тело покрыто кутикулой, состоящей из трёх слоёв: эпикутикулы, экзокутикулы и эндокутикулы. В её образовании задействован находящийся под кутикулой эпидермис. Эпикутикула хитиновая, эндокутикула состоит из коллагена, экзокутикула состоит из других белков. На кутикуле располагаются разнообразные выросты, в том числе скалиды, похожие на таковые у киноринхов и лорицифер. Скалиды — это хитиновые шипы, которые участвуют в восприятии раздражителей из внешней среды, движении и питании. Скалиды полые и содержат жгутиковые чувствительные нейроны, открываются наружу отверстием, сообщающимся с внешней средой. У приапулиды Halicryptus spinulosus кутикула покрыта толстым слоем, состоящим из эпибиотических бактерий нескольких видов.
Поскольку кутикула приапулид содержит хитин, мешающий ей растягиваться по мере роста животного, у приапулид наблюдаются своеобразные линьки. Во время таких линек у приапулид сбрасывается только наружный слой кутикулы. При этом внутренний слой кутикулы становится наружным и обогащается хитином, а под ним формируется новый внутренний слой. Неоднократные линьки происходят и у личинок. 
В теле выделяют передний хоботный отдел (интроверт) и туловище, которое может нести на заднем конце один или два хвостовых придатка. Хобот и стенка тела приапулид имеют радиальную симметрию, однако некоторые системы органов, например, нервная и мочеполовая, имеют двустороннюю симметрию. Каждый хвостовой придаток состоит из центрального ствола, покрытого множеством пальцевидных ответвлений. Хобот обильно усажен скалидами, где они образуют продольные ряды. В области хвостовых придатков кутикула тонкая, и они содержат полость, которая является продолжением полости тела. Предполагается, что хвостовые придатки участвуют в газообмене, осморегуляции и хеморецепции.
Эпидермис однослойный, не несёт ресничек. Под базальной мембраной, подстилающей эпидермис, находятся внешние кольцевые мышцы и внутренний слой продольных мышц. Имеются специальные мышцы-ретракторы, втягивающие хобот: наружные короткие и внутренние длинные. Они тянутся в сторону окологлоточного мозга, а задние концы коротких ретракторов крепятся к стенке тела на уровне основания хобота, длинные же тянутся к заднему концу тела.
Полость тела — гемоцель. Могут иметься дополнительные небольшие целомические полости в стенке глотки. Также к целому относится полость гонад. Гемоцель содержит амёбоциты, занимающиеся фагоцитозом, и гемэритроциты, несущие дыхательный белок гемэритрин, который придаёт крови розоватый цвет. Кровь движется по телу только за счёт сокращения мышц стенки тела. Гемоцель служит гидростатическим скелетом, задействованным в выворачивании хобота и закапывании в мягком осадке. Сокращение кольцевых мышц вызывает выворачивание хобота, а за счёт сокращения ретракторов хобот вворачивается внутрь передней части туловища, при этом кольцевые мышцы расслабляются. Когда приапулида зарывается в донный осадок, задний конец тела служит опорным якорем, а хобот выступает концевым якорем.
Предполагается, что крупные приапулиды являются плотоядными и питаются мягкотелыми медлительными животными вроде полихет (а иногда и друг другом). Когда приапулида питается, то глотка частично выворачивается наружу через рот, образуя ротовой конус, и крупные глоточные зубы служат для захвата добычи. Карликовые формы, вероятно, питаются детритом. Кишка подразделяется на переднюю, среднюю и заднюю. Передняя и задняя кишки имеют эктодермальное происхождение и выстланы кутикулой. На поперечном срезе кишка образована гастродермисом, кольцевыми и продольными мышцами, а также внешней базальной мембраной. Концевой рот располагается на переднем конце вывернутого хобота. Некоторые приапулиды имеют политиридиум — специальный отдел передней кишки, снабжённый зубчиками, который играет роль мускульного желудка. Средняя кишка прямая, имеет вид трубки и выстлана микроворсинками, которые участвуют во всасывании питательных веществ. Анальное отверстие располагается на заднем конце туловища. 
Нервная система залегает в эпидермисе передней части хобота. В состав нервной системы входят окологлоточный мозг, состоящий из трёх параллельных колец, а также брюшной нервный тяж, который тянется до заднего конца тела, где находится хвостовой нервный ганглий. От мозга также отходят нервы, иннервирующие пищеварительную трубку. Органы чувств представлены сенсиллами, разбросанными по всей поверхности тела. Они построены по ресничному типу и выполняют функции механо- и хеморецепторов.
Мочеполовая система образована парными урогенитальными каналами, которые объединяют выделительные органы и органы размножения. Урогенитальный канал — это объединение канальцев протонефридия и гонады. Протонефридии представлены множеством особых жгутиковых клеток — соленоцитов, которые отделены от гемоцеля базальной мембраной. Каждый урогенитальный канал открывается отверстием на заднем конце туловища.

## Размножение и развитие
Приапулиды раздельнополы, причём у крупных видов имеет место внешнее оплодотворение, а у мелких — скорее всего, внутреннее. Для некоторых приапулид описан половой диморфизм. Яйца мелкие, богаты желтком. Дробление полное, равномерное, радиальное. Гаструляция происходит путём врастания клеточной массы внутрь. Из яйца выходит личинка, лишённая ресничек и обитающая в бентосе. Личинки, как правило, уплощены в спинно-брюшном направлении и довольно однообразно устроены. Тело личинки подразделяется на хобот и туловище, которое заключено в кутикулярный панцирь — лорику, причём хобот может втягиваться в панцирь. При превращении во взрослую особь (метаморфозе) лорика сбрасывается. Некоторые виды демонстрируют прямое развитие. Развитие происходит очень медленно, так, первое деление дробления происходит через 15 часов после оплодотворения, гаструляция — через несколько дней, а первая личинка с лорикой вылупляется через 15—20 дней. Развитие личинки занимает один—два года или даже больше.

## Распространение и экология
Большинство крупных видов живут в холодных водах, нередко на высоких широтах, включая Северный Ледовитый океан и Южный океан. Некоторые семейства представлены только в приполярных областях. 
Обитают в толще морских донных осадков как на мелководье, так и на большой глубине. Большинство представителей ведёт роющий образ жизни или обитает в интерстициали. Разнообразие местообитаний и образа жизни можно объяснить тем, что современные приапулиды являются остатками некогда очень крупного и разнообразного таксона. По местообитанию и экологии приапулид можно разделить на макробентосных и мейобентосных. Макробентосные приапулиды населяют полярные и умеренные воды северного полушария, приантарктические и нотальные воды южного полушария, некоторые обнаруживаются в абиссали тропических районов Тихого океана. Они представляют собой крупные формы, у которых имеет место наружное оплодотворение и образование большого количества яиц. Макробентосные приапулиды ведут роющий жизни и могут населять разнообразные грунты: песок, гравий, илы, глинистые с примесью камней. Halicryptus spinulosus образует в иле сложную систему ходов, достигая численности 60±20 экземпляров на м². Макробентосные приапулиды питаются обитателями толщи грунта и малоподвижными эпибентосными животными: роющими червями, моллюсками, иглокожими, нередко встречается каннибализм. Мейобентосные приапулиды — наиболее богатая по числу видов и экологическому разнообразию группа приапулид. Многие мейобентосные приапулиды мелкие. Численность мейобентосных приапулид может достигать 58 тысяч экземпляров на м². Мейобентосные приапулиды питаются детритом, бактериями, водорослями. Личинки почти всех приапулид — детритофаги.
На приапулидах могут паразитировать споровики группы кокцидий, однако патогенного влияния на хозяина они не оказывают. Описаны паразитические нематоды приапулид, вызывающие частичную кастрацию хозяина.

## Ископаемые остатки

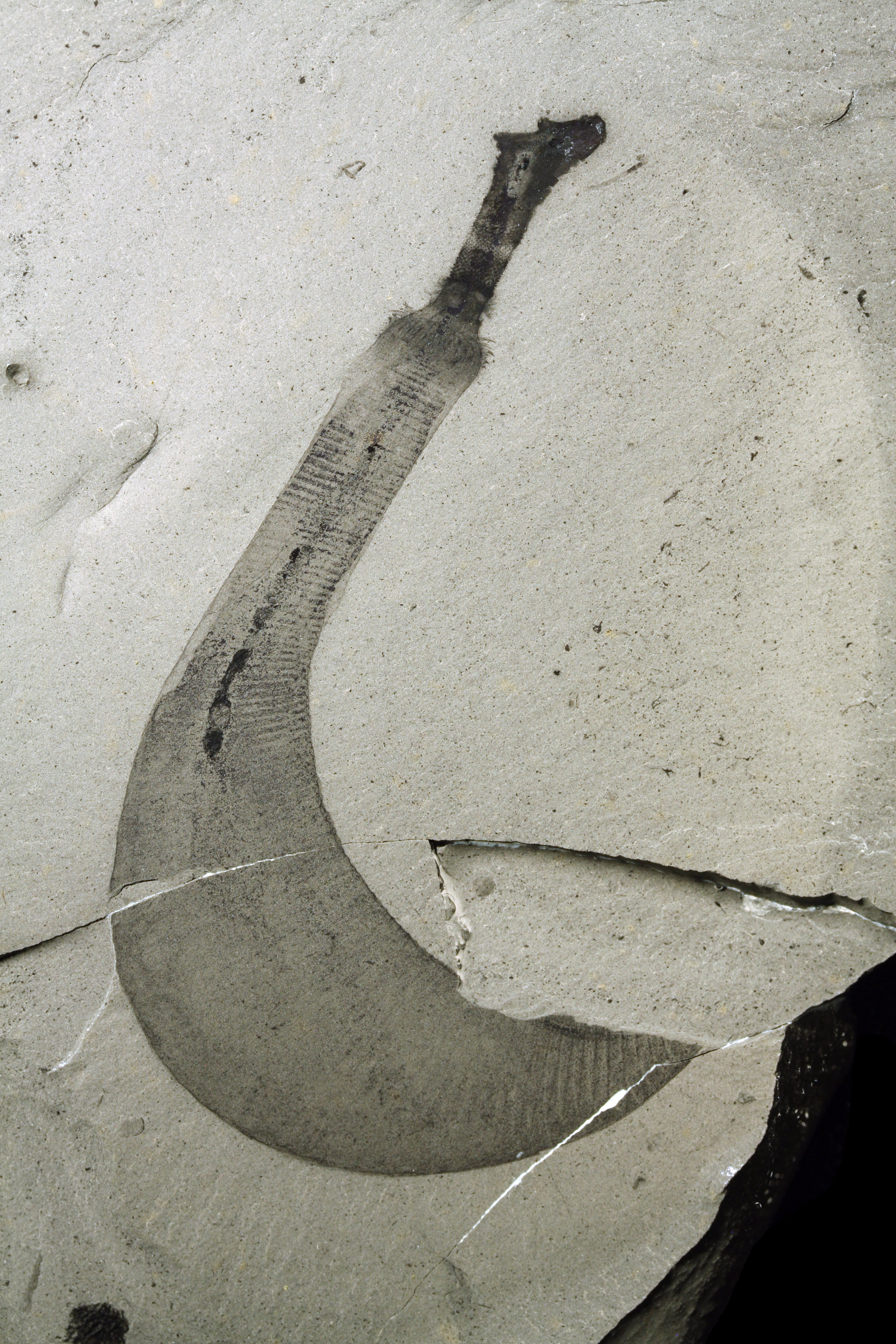
Ископаемая приапулида (Ottoia) из сланцев Бёрджесс

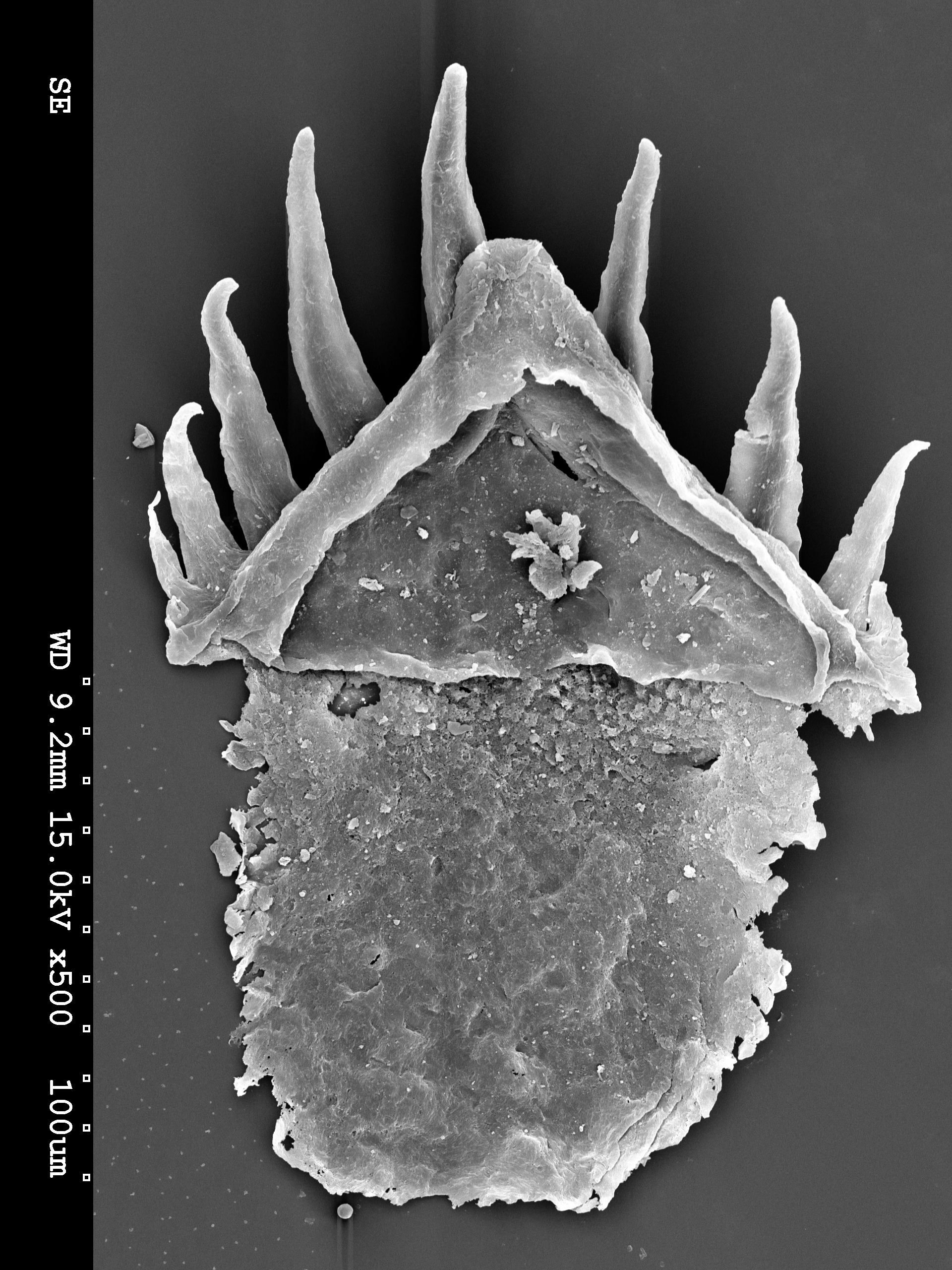
Микрофоссилии зубцов приапулиды Ottoia, кембрий

Древнейшие животные, похожие на современных приапулид, были обнаружены в раннекембрийских отложениях Китая. Также представители этой группы (Archaeopriapulida) найдены в среднекембрийских сланцах Бёрджесс, причём в ископаемых остатках сохранились мягкие части тела и даже содержимое кишки, что позволяет узнать, чем питались первые приапулиды. Кроме того, изолированные микрофоссилии, соответствующие разнообразным зубцам и шипам, покрывающим интроверт и глотку, в больших количествах встречаются в кембрийских породах, поэтому считается, что приапулиды в больших количествах населяли кембрийские океаны. Следы жизнедеятельности ископаемых приапулид, морфологически почти идентичные норкам современных приапулид (Treptichnus pedum), служат маркерами начала кембрийского периода, поэтому приапулиды (или, по крайней мере, их близкие родственники) появились именно в этот период.

## Систематика
Карл Линней относил приапулид сначала к актиниям, потом — к голотуриям. Позже приапулид вместе с сипункулидами и эхиуридами относили в группе Gephyrea, которая считалась промежуточной группой между иглокожими и «червями». Вероятно приапулиды относятся к группе циклонейралий (Cycloneuralia): они имеют мозг, окружающий переднюю часть глотки и состоящий из трёх колец, и, кроме того, они характеризуются концевым положением рта. Ближайшие родственники приапулид — киноринхи и лорициферы, вместе с которыми приапулиды составляют кладу Scalidophora.

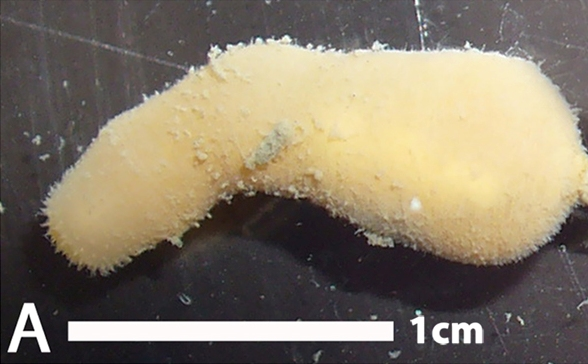
Приапулида Halicryptus spinulosus

### Классификация
В класс включают следующие современные таксоны:
- Семейство Chaetostephanidae Salvini-Plawen, 1974
  - Род Maccabeus Por, 1973 (2 вида)
- Семейство Meiopriapulidae Adrianov & Malakhov, 1995
  - Род Meiopriapulus Morse, 1981 (1 вид)
- Семейство Priapulidae Gosse, 1855
  - Род Acanthopriapulus van der Land, 1970 (1 вид)
  - Род Halicryptus von Siebold, 1849 (2 вида)
  - Род Priapulopsis Koren & Danielssen, 1875 (3 вида)
  - Род Priapulus Lamarck, 1816 (3 вида)
- Семейство Tubiluchidae van der Land, 1970 
  - Род Tubiluchus van der Land, 1968 (8 видов)

В морях, омывающих Россию, известно всего 4 вида из около 20 современных видов приапулид.